# Jump Up Tour
Die Jump Up Tour war eine weltweite Konzerttournee des britischen Sängers und Pianisten Elton John. Auf dieser Tournee stellte er sein 1982 erschienenes und namensgebendes Studioalbum Jump Up! vor.

## Hintergrund
Am 10. März 1982 begann Elton John seine Jump Up Tour in Wellington und beendete sie am Heiligabend des gleichen Jahres nach 16 aufeinander folgenden Konzerten im Hammersmith Odeon in London. Die Tournee führte John und seine Begleitmusiker durch Ozeanien, Europa und Nordamerika und umfasste insgesamt 125 Konzerte. Nachdem es in den vergangenen Jahren zu einigen Besetzungswechseln gekommen war, markierte die Jump Up Tour die Rückkehr des Gitarristen Davey Johnstone in Elton Johns Begleitband. Damit standen Johns klassische Livemusiker zum ersten Mal seit 1974 wieder gemeinsam auf der Bühne.
Am 4. August 1982 kam es beim Auftritt in New York zu einem emotionalen Moment, als Elton John das Stück Empty Garden, eine Hommage an seinen knapp zwei Jahre zuvor ermordeten Musikerkollegen und Freund John Lennon, spielte und hinterher Lennons Witwe Yoko Ono und deren gemeinsamer Sohn Sean die Bühne betraten, um ihn zu umarmen.
Zwischen dem 6. August und dem 2. November 1982 erfolgte eine dreimonatige Tourpause, in der Elton John und seine Band sich auf der Karibikinsel Montserrat aufhielten und gemeinsam an dessen nächstem Album Too Low for Zero arbeiteten.
Zu einer ungewöhnlichen Konzertsituation kam es am 15. Dezember 1982 bei einem Auftritt in London, bei dem Schlagzeuger Nigel Olsson kurzzeitig ausfiel und das Konzert daher ohne Schlagzeug-Begleitung gespielt wurde. Beim Londoner Abschlusskonzert am 24. Dezember 1982 trat Kiki Dee als ‚special guest‘ auf und Elton John sang mit ihr das gemeinsame Duett Don’t Go Breaking My Heart.
Im Vorprogramm der Shows trat die US-amerikanische Rockband Quarterflash auf.

## Liveaufnahmen
Die Show am 7. Juli 1982 in Kansas City wurde landesweit live im Radio übertragen und kursiert daher als Bootleg.

## Setlist
Elton John und seine Band spielten typischerweise ein Set mit 23 Songs, darunter selten gespielte Stücke wie Where Have All The Good Times Gone?, Ball and Chain und Teacher I Need You, sowie ein Rock-’n’-Roll-Medley aus Whole Lotta Shakin‘ Goin’ On, I Saw Her Standing There und Twist and Shoutals Zugabe.

### Setlist Ozeanien
- Funeral for a Friend/Love Lies Bleeding
- Captain Fantastic and the Brown Dirt Cowboy
- (Gotta Get a) Meal Ticket
- Someone Saved My Life Tonight
- Better Off Dead
- Ball and Chain
- Empty Garden
- Goodbye Yellow Brick Road
- Song for Guy
- Nobody Wins
- Elton’s Song
- Chloe
- Where to Now St. Peter?
- Blue Eyes
- Bennie and the Jets
- Where Have All The Good Times Gone?
- Rocket Man
- Teacher I Need You
- All Quiet on the Western Front
- Pinball Wizard
- Your Song
- Saturday Night’s Alright for Fighting
- Crocodile Rock
- Medley (Whole Lotta Shakin’ Goin’ On/I Saw Her Standing There/Twist and Shout)

### Setlist Europa (Teil 1)
- Funeral for a Friend/Love Lies Bleeding
- All the Girls Love Alice
- Captain Fantastic and the Brown Dirt Cowboy
- Someone Saved My Life Tonight
- Better Off Dead
- Ball and Chain
- Empty Garden
- Goodbye Yellow Brick Road
- The Bitch Is Back
- Dixie Lilly
- Song for Guy
- Nobody Wins
- Elton’s Song
- Chloe
- Where to Now St. Peter?
- Blue Eyes
- Where Have All The Good Times Gone?
- Rocket Man
- Bennie and the Jets
- Just Like Belgium (nur am 9. und 10. Mai 1982)
- Teacher I Need You
- All Quiet on the Western Front
- Pinball Wizard
- Your Song
- Saturday Night’s Alright for Fighting
- Daniel
- Crocodile Rock
- Sorry Seems to Be the Hardest Word
- Medley (Whole Lotta Shakin’ Goin’ On/I Saw Her Standing There/Twist and Shout)

### Setlist Nordamerika
- Funeral for a Friend/Love Lies Bleeding
- All the Girls Love Alice
- Captain Fantastic and the Brown Dirt Cowboy
- Someone Saved My Life Tonight
- Better Off Dead
- Ball and Chain
- Empty Garden
- Goodbye Yellow Brick Road
- The Bitch Is Back
- Pinball Wizard
- Ticking
- Elton’s Song
- Chloe
- Where to Now St. Peter?
- Blue Eyes
- Where Have All The Good Times Gone?
- Rocket Man
- Bennie and the Jets
- Teacher I Need You
- Dear John
- Your Song
- Saturday Night’s Alright for Fighting
- Daniel
- Crocodile Rock
- Medley (Whole Lotta Shakin’ Goin’ On/I Saw Her Standing There/Twist and Shout)

### Setlist Europa (Teil 2)
- Funeral for a Friend/Love Lies Bleeding
- All the Girls Love Alice
- Captain Fantastic and the Brown Dirt Cowboy
- Someone Saved My Life Tonight
- Better Off Dead
- Ball and Chain
- Empty Garden
- Goodbye Yellow Brick Road
- The Bitch Is Back
- Pinball Wizard
- Song for Guy
- Elton’s Song
- Chloe
- Where to Now St. Peter?
- Blue Eyes
- Where Have All The Good Times Gone?
- Rocket Man
- Bennie and the Jets
- All Quiet on the Western Front
- Your Song
- Saturday Night’s Alright for Fighting
- Daniel
- Crocodile Rock
- Don’t Go Breaking My Heart (nur am 24. Dezember 1982)
- Medley (Whole Lotta Shakin’ Goin’ On/I Saw Her Standing There/Twist and Shout)

## Tourdaten
| Nr.                 | Datum             | Stadt               | Land               | Veranstaltungsort                       |
| Leg 1 – Ozeanien    | Leg 1 – Ozeanien  | Leg 1 – Ozeanien    | Leg 1 – Ozeanien   | Leg 1 – Ozeanien                        |
| ------------------- | ----------------- | ------------------- | ------------------ | --------------------------------------- |
| 1                   | 10. März 1982     | Wellington          | Neuseeland         | Athletic Park                           |
| 2                   | 13. März 1982     | Auckland            | Neuseeland         | Western Springs Stadium                 |
| 3                   | 16. März 1982     | Sydney              | Australien         | Hordern Pavilion                        |
| 4                   | 17. März 1982     | Sydney              | Australien         | Hordern Pavilion                        |
| 5                   | 18. März 1982     | Sydney              | Australien         | Hordern Pavilion                        |
| 6                   | 19. März 1982     | Sydney              | Australien         | Hordern Pavilion                        |
| 7                   | 20. März 1982     | Sydney              | Australien         | Hordern Pavilion                        |
| 8                   | 21. März 1982     | Sydney              | Australien         | Hordern Pavilion                        |
| 9                   | 23. März 1982     | Brisbane            | Australien         | Festival Hall                           |
| 10                  | 24. März 1982     | Brisbane            | Australien         | Festival Hall                           |
| 11                  | 29. März 1982     | Melbourne           | Australien         | Festival Hall                           |
| 12                  | 30. März 1982     | Melbourne           | Australien         | Festival Hall                           |
| 13                  | 3. April 1982     | Adelaide            | Australien         | Memorial Drive Park                     |
| 14                  | 7. April 1982     | Perth               | Australien         | Entertainment Centre                    |
| Leg 2 – Europa      |                   |                     |                    |                                         |
| 15                  | 30. April 1982    | Stockholm           | Schweden           | Johanneshovs Isstadion                  |
| 16                  | 2. Mai 1982       | Helsinki            | Finnland           | Jäähalli                                |
| 17                  | 4. Mai 1982       | Drammen             | Norwegen           | Drammenshallen                          |
| 18                  | 5. Mai 1982       | Göteborg            | Schweden           | Scandinavium                            |
| 19                  | 6. Mai 1982       | Brøndby             | Danemark           | Brøndby Hallen                          |
| 20                  | 8. Mai 1982       | Rotterdam           | Niederlande        | Sportpaleis Ahoy’                       |
| 21                  | 9. Mai 1982       | Brüssel             | Belgien            | Forest National                         |
| 22                  | 10. Mai 1982      | Brüssel             | Belgien            | Forest National                         |
| 23                  | 11. Mai 1982      | Düsseldorf          | Deutschland        | Philipshalle                            |
| 24                  | 12. Mai 1982      | Hamburg             | Deutschland        | Alsterdorfer Sporthalle                 |
| 25                  | 13. Mai 1982      | Berlin              | Deutschland        | Deutschlandhalle                        |
| 26                  | 14. Mai 1982      | Köln                | Deutschland        | Sporthalle                              |
| 27                  | 16. Mai 1982      | Paris               | Frankreich         | Palais des Sports                       |
| 28                  | 17. Mai 1982      | Paris               | Frankreich         | Palais des Sports                       |
| 29                  | 18. Mai 1982      | Frankfurt am Main   | Deutschland        | Festhalle                               |
| 30                  | 19. Mai 1982      | Saarbrücken         | Deutschland        | Saarlandhalle                           |
| 31                  | 20. Mai 1982      | Basel               | Schweiz            | St. Jakobshalle                         |
| 32                  | 21. Mai 1982      | Ludwigshafen        | Deutschland        | Friedrich-Ebert-Halle                   |
| 33                  | 23. Mai 1982      | München             | Deutschland        | Olympiahalle                            |
| 34                  | 25. Mai 1982      | Lyon                | Frankreich         | Halle Tony Garnier                      |
| 35                  | 26. Mai 1982      | Avignon             | Frankreich         | Parc des Expositions de Châteaublanc    |
| 36                  | 27. Mai 1982      | Toulouse            | Frankreich         | Palais des Sports                       |
| 37                  | 28. Mai 1982      | Bordeaux            | Frankreich         | Salle Polyvalent                        |
| 38                  | 29. Mai 1982      | Nantes              | Frankreich         | Palais des Sports de Beaulieu           |
| 39                  | 30. Mai 1982      | Lille               | Frankreich         | Espace Foire                            |
| Leg 3 – Nordamerika |                   |                     |                    |                                         |
| 40                  | 12. Juni 1982     | Morrison            | Vereinigte Staaten | Red Rocks Amphitheatre                  |
| 41                  | 13. Juni 1982     | Morrison            | Vereinigte Staaten | Red Rocks Amphitheatre                  |
| 42                  | 15. Juni 1982     | Salt Lake City      | Vereinigte Staaten | Salt Palace                             |
| 43                  | 17. Juni 1982     | San Francisco       | Vereinigte Staaten | Civic Auditorium                        |
| 44                  | 18. Juni 1982     | Berkeley            | Vereinigte Staaten | William Randolph Hearst Greek Theatre   |
| 45                  | 19. Juni 1982     | Irvine              | Vereinigte Staaten | Irvine Meadows Amphitheatre             |
| 46                  | 20. Juni 1982     | Irvine              | Vereinigte Staaten | Irvine Meadows Amphitheatre             |
| 47                  | 23. Juni 1982     | Paradise            | Vereinigte Staaten | Aladdin Theatre for the Performing Arts |
| 48                  | 25. Juni 1982     | Los Angeles         | Vereinigte Staaten | Hollywood Bowl                          |
| 49                  | 26. Juni 1982     | Los Angeles         | Vereinigte Staaten | Hollywood Bowl                          |
| 50                  | 27. Juni 1982     | Los Angeles         | Vereinigte Staaten | Hollywood Bowl                          |
| 51                  | 29. Juni 1982     | Tempe               | Vereinigte Staaten | Compton Terrace                         |
| 52                  | 1. Juli 1982      | Tulsa               | Vereinigte Staaten | Assembly Center                         |
| 53                  | 2. Juli 1982      | Little Rock         | Vereinigte Staaten | Barton Coliseum                         |
| 54                  | 3. Juli 1982      | Nashville           | Vereinigte Staaten | Municipal Auditorium                    |
| 55                  | 5. Juli 1982      | St. Louis           | Vereinigte Staaten | Checkerdome                             |
| 56                  | 6. Juli 1982      | Kansas City         | Vereinigte Staaten | Starlight Theatre                       |
| 57                  | 7. Juli 1982      | Kansas City         | Vereinigte Staaten | Starlight Theatre                       |
| 58                  | 8. Juli 1982      | Omaha               | Vereinigte Staaten | Civic Auditorium                        |
| 59                  | 9. Juli 1982      | St. Paul            | Vereinigte Staaten | Civic Center                            |
| 60                  | 10. Juli 1982     | Hoffman Estates     | Vereinigte Staaten | Poplar Creek Music Theater              |
| 61                  | 11. Juli 1982     | Hoffman Estates     | Vereinigte Staaten | Poplar Creek Music Theater              |
| 62                  | 13. Juli 1982     | Cuyahoga Falls      | Vereinigte Staaten | Blossom Music Center                    |
| 63                  | 15. Juli 1982     | Clarkston           | Vereinigte Staaten | Pine Knob Music Theatre                 |
| 64                  | 16. Juli 1982     | Clarkston           | Vereinigte Staaten | Pine Knob Music Theatre                 |
| 65                  | 17. Juli 1982     | Clarkston           | Vereinigte Staaten | Pine Knob Music Theatre                 |
| 66                  | 18. Juli 1982     | Indianapolis        | Vereinigte Staaten | Indiana Convention Center               |
| 67                  | 20. Juli 1982     | Atlanta             | Vereinigte Staaten | The Omni                                |
| 68                  | 21. Juli 1982     | Landover            | Vereinigte Staaten | Capital Center                          |
| 69                  | 22. Juli 1982     | Columbia            | Vereinigte Staaten | Merriweather Post Pavilion              |
| 70                  | 23. Juli 1982     | Columbia            | Vereinigte Staaten | Merriweather Post Pavilion              |
| 71                  | 24. Juli 1982     | Hartford            | Vereinigte Staaten | Civic Center                            |
| 72                  | 25. Juli 1982     | Saratoga Springs    | Vereinigte Staaten | Saratoga Performing Arts Center         |
| 73                  | 27. Juli 1982     | Philadelphia        | Vereinigte Staaten | Mann Music Center                       |
| 74                  | 29. Juli 1982     | Toronto             | Kanada             | Maple Leaf Gardens                      |
| 75                  | 30. Juli 1982     | Ottawa              | Kanada             | Civic Centre                            |
| 76                  | 31. Juli 1982     | Quebec City         | Kanada             | Le Colisée                              |
| 77                  | 1. August 1982    | Montréal            | Kanada             | Forum                                   |
| 78                  | 3. August 1982    | Boston              | Vereinigte Staaten | Boston Garden                           |
| 79                  | 4. August 1982    | New York City       | Vereinigte Staaten | Madison Square Garden                   |
| 80                  | 5. August 1982    | New York City       | Vereinigte Staaten | Madison Square Garden                   |
| 81                  | 6. August 1982    | New York City       | Vereinigte Staaten | Madison Square Garden                   |
| Leg 4 – Europa      |                   |                     |                    |                                         |
| 82                  | 2. November 1982  | Newcastle upon Tyne | England            | City Hall                               |
| 83                  | 3. November 1982  | Newcastle upon Tyne | England            | City Hall                               |
| 84                  | 4. November 1982  | Edinburgh           | Schottland         | Playhouse Theatre                       |
| 85                  | 5. November 1982  | Edinburgh           | Schottland         | Playhouse Theatre                       |
| 86                  | 6. November 1982  | Dundee              | Schottland         | Caird Hall                              |
| 87                  | 7. November 1982  | Glasgow             | Schottland         | Apollo Theatre                          |
| 88                  | 8. November 1982  | Glasgow             | Schottland         | Apollo Theatre                          |
| 89                  | 10. November 1982 | Sheffield           | England            | City Hall                               |
| 90                  | 11. November 1982 | Sheffield           | England            | City Hall                               |
| 91                  | 13. November 1982 | Liverpool           | England            | Empire Theatre                          |
| 92                  | 14. November 1982 | Liverpool           | England            | Empire Theatre                          |
| 93                  | 15. November 1982 | Blackpool           | England            | Opera House Theatre                     |
| 94                  | 16. November 1982 | Blackpool           | England            | Opera House Theatre                     |
| 95                  | 17. November 1982 | Manchester          | England            | Apollo Theatre                          |
| 96                  | 18. November 1982 | Manchester          | England            | Apollo Theatre                          |
| 97                  | 19. November 1982 | Manchester          | England            | Apollo Theatre                          |
| 98                  | 21. November 1982 | Birmingham          | England            | Odeon Theatre                           |
| 99                  | 22. November 1982 | Birmingham          | England            | Odeon Theatre                           |
| 100                 | 23. November 1982 | Birmingham          | England            | Odeon Theatre                           |
| 101                 | 25. November 1982 | Cardiff             | Wales              | St David’s Hall                         |
| 102                 | 26. November 1982 | Cardiff             | Wales              | St David’s Hall                         |
| 103                 | 27. November 1982 | Nottingham          | England            | Royal Concert Hall                      |
| 104                 | 28. November 1982 | Nottingham          | England            | Royal Concert Hall                      |
| 105                 | 3. Dezember 1982  | Bournemouth         | England            | Winter Gardens                          |
| 106                 | 4. Dezember 1982  | Bournemouth         | England            | Winter Gardens                          |
| 107                 | 5. Dezember 1982  | Southampton         | England            | Gaumont Theatre                         |
| 108                 | 6. Dezember 1982  | Southampton         | England            | Gaumont Theatre                         |
| 109                 | 7. Dezember 1982  | Brighton            | England            | Brighton Centre                         |
| 110                 | 9. Dezember 1982  | London              | England            | Hammersmith Odeon                       |
| 111                 | 10. Dezember 1982 | London              | England            | Hammersmith Odeon                       |
| 112                 | 11. Dezember 1982 | London              | England            | Hammersmith Odeon                       |
| 113                 | 12. Dezember 1982 | London              | England            | Hammersmith Odeon                       |
| 114                 | 13. Dezember 1982 | London              | England            | Hammersmith Odeon                       |
| 115                 | 14. Dezember 1982 | London              | England            | Hammersmith Odeon                       |
| 116                 | 15. Dezember 1982 | London              | England            | Hammersmith Odeon                       |
| 117                 | 16. Dezember 1982 | London              | England            | Hammersmith Odeon                       |
| 118                 | 17. Dezember 1982 | London              | England            | Hammersmith Odeon                       |
| 119                 | 18. Dezember 1982 | London              | England            | Hammersmith Odeon                       |
| 120                 | 19. Dezember 1982 | London              | England            | Hammersmith Odeon                       |
| 121                 | 20. Dezember 1982 | London              | England            | Hammersmith Odeon                       |
| 122                 | 21. Dezember 1982 | London              | England            | Hammersmith Odeon                       |
| 123                 | 22. Dezember 1982 | London              | England            | Hammersmith Odeon                       |
| 124                 | 23. Dezember 1982 | London              | England            | Hammersmith Odeon                       |
| 125                 | 24. Dezember 1982 | London              | England            | Hammersmith Odeon                       |

## Band
- Elton John: Gesang, Klavier, Keyboards
- Davey Johnstone: Gitarre, Hintergrundgesang
- Dee Murray: Bass, Hintergrundgesang
- Nigel Olsson: Schlagzeug, Percussion, Hintergrundgesang